# Municipio de Minatitlán (Veracruz)
El municipio de Minatitlán es uno de los 212 municipios en que se encuentra dividido para su régimen interior el estado mexicano de Veracruz. Se encuentra localizado al sureste el mismo y su cabecera es la ciudad de Minatitlán.

## Geografía
El municipio de Minatitlán se encuentra ubicado al sureste del territorio veracruzano, en la denominada región Olmeca. Tiene una extensión territorial de 2124.75 kilómetros cuadrados que representan el 2.96 % de la extensión total del estado. Sus coordenadas geográficas extremas son 17°19′ - 18°6′ de latitud norte y 94°7′ - 94°39′ de longitud oeste, su altitud va de un máximo de 400 a un mínimo de 5 metros sobre el nivel del mar.
Limita al norte con el municipio de Cosoleacaque, el municipio de Ixhuatlán del Sureste y el municipio de Moloacán; al este con el municipio de Las Choapas, al sur con el municipio de Uxpanapa y al oeste con el municipio de Hidalgotitlán y el municipio de Jáltipan.

## Demografía
De acuerdo al Censo de Población y Vivienda, realizado en 2010 por el Instituto Nacional de Estadística y Geografía, el municipio posee una población de 144 776 habitantes, de los que 68 789 son hombres y 75 987 son mujeres. El municipio sufrió una caída de población de más de 13 000 habitantes respecto al censo de 2010 cuando contaba con 157 840 habitantes, teniendo como principal factor la migración a municipios circunvecinos, como el caso de la ciudad de Minatitlán ubicada en el municipio de Cosoleacaque,así como migración a otros lugares del país y el extranjero.
Tiene una densidad poblacional de 74.29 habitantes por kilómetro cuadrado.

### Localidades
El municipio tiene un total de 347 localidades. Las principales localidades y su población en 2020 son las siguientes:
| Localidad             | Población |
| Total Municipio       | 144 776   |
| Minatitlán            | 101 336   |
| Mapachapa             | 3 881     |
| Capoacan              | 2 460     |
| Las Lomas             | 1 173     |
| Rancho Nuevo Carrizal | 1 041     |

## Política
El gobierno del municipio le corresponde a su ayuntamiento que es electo por un periodo de tres años que pueden ser renovables para el siguiente periodo inmediato, por un total máximo de seis años. Se encuentra integrado por el presidente municipal, un síndico y el cabildo integrado por doce regidores, siete electos por mayoría y cinco por el principio de representación proporcional. Todos son electos mediante voto universal, directo y secreto.

### Representación legislativa
Para la elección de diputados locales al Congreso de Veracruz y de diputados federales a la Cámara de Diputados federal, el municipio de Minatitlán se encuentra integrado en los siguientes distritos electorales:
Local:
- Distrito electoral local 28 de Veracruz con cabecera en Minatitlán.[4]

Federal:
- Distrito electoral federal 14 de Veracruz con cabecera en Minatitlán.[5]

### Presidentes municipales
- (2014 - 2016): José Luis Sáenz Soto
- (2016 - 2018):
- (2018 - 2021): Nicolás Reyes Álvarez
- (2022 - 2024): Carmen Medel Palma